# Lucky You (The Lightning Seeds)
Lucky You is een nummer van de Britse band The Lightning Seeds uit 1995. Het is de eerste single van hun derde studioalbum Jollification.
Het nummer was er al in 1994, maar toen was het niet zeer succesvol; het haalde toen de 43e positie in het Verenigd Koninkrijk. Na "Lucky You" werden er nog drie singles van het album "Jollification" uitgebracht, die alle drie succesvoller waren dan de eerste single. Hierdoor besloot The Lighting Seeds in 1995 om "Lucky You" opnieuw uit te brengen, en met succes, want dit keer behaalde het de 15e positie in het Verenigd Koninkrijk. In het Nederlandse taalgebied deed het nummer niets in de hitlijsten.